# Рубен Росс
Рубен Росс (англ. Reuben Ross, 5 грудня 1985) — канадський стрибун у воду.
Учасник Олімпійських Ігор 2008, 2012 років.
Призер Чемпіонату світу з водних видів спорту 2009 року.
Переможець Ігор Співдружності 2010 року.